# Guerra del guionet
L'anomenada Guerra del guionet (en txec, Pomlčková válka; en eslovac, Pomlčková vojna; literalment, Guerra de la ratlla) fou un conflicte sobre com calia anomenar Txecoslovàquia després de la caiguda del govern comunista el 1989.

## Antecedents
El nom oficial del país durant els darrers trenta anys de govern comunista era "República Socialista Txecoslovaca" (en ambdues llengües, Československá socialistická republika, o ČSSR). El desembre de 1989, un mes després de la Revolució de Vellut, el president Václav Havel anuncià que el terme "Socialista" seria retirat del nom oficial del país. Semblava que el més raonable havia de ser que s'anomenés simplement "República Txecoslovaca", que ja havia estat el nom oficial del 1920 al 1938, i després del 1945 al 1960. Ara bé, des d'Eslovàquia es va argumentar que aquesta forma els deixava a un nivell inferior, i van exigir que s'incorporés un guionet al nom del país (per exemple, "República txeco-eslovaca"), com de fet va ser des de la independència txecoslovaca el 1918 fins al 1920, i també el 1938 i el 1939. Aleshores el president Havel va canviar la seva proposta per "República de Txeco-Eslovàquia", però aquesta nova proposta va disgustar els txecs, que els recordava l'Acord de Múnic de 1938, amb el qual l'Alemanya nazi s'annexà una part d'aquest territori. En canvi, potser els eslovacs no ho veien tant malament pel fet que Eslovàquia en va sortir més ben parada que Txèquia, ja que va salvar la seva independència amb un règim feixista aliat dels nazis.

## Resolució
A manera de compromís, el 29 de març de 1990 el Parlament txecoslovac resolgué que el nom complet del país fos "República Federativa Txecoslovaca", tot reconeixent explícitament que era una federació, però escrivint-ho en txec sense guionet (Československá federativní republika), i en eslovac amb guionet (Česko-slovenská federatívna republika). Una futura llei de símbols nacionals havia de formalitzar la versió eslovaca del nom.
Però aquesta solució va resultar insatisfactòria i menys d'un mes després, el 20 d'abril de 1990, el Parlament va tornar a canviar el nom, que ara seria "República Federal Txeca i Eslovaca" (en txec, Česká a Slovenská Federativní Republika; en eslovac, Česká a Slovenská Federatívna Republika, o ČSFR). Aquesta llei fixava explícitament els dos noms del país en cada llengua i establia que totes dues formes tenien el mateix valor.
Un compromís com aquest comportava encara més debat lingüístic del que sembla. En general, tan en txec com en eslovac, només s'escriu amb majúscula inicial el primer mot del nom del país. En canvi, si s'escriuen amb majúscula totes les paraules, Eslovàquia ja no quedava en inferioritat respecte de Txèquia.
Tot i que en ambdues llengües es distingeix clarament el sentit de "guionet" (spojovník) i "ratlla" (pomlčka), ja que el guionet serveix per unir dues paraules i la ratlla per a altres coses, tan uns com altres a la pràctica diuen pomlčka (ratlla) en qualsevol cas. Tanmateix, arreu del món, generalment en anglès, el conflicte s'ha conegut com la Hyphen War, la "Guerra del guionet".
Tot i que la Guerra del guionet no va ser en absolut una autèntica guerra, sí que va servir per explicitar les grans discrepàncies que hi havia entre txecs i eslovacs respecte de la identitat nacional del país que compartien. Durant els dos anys següents, hi va haver altres disputes molt més substancials entre les dues parts de la federació, fins que el 1992 els polítics txecs i eslovacs van arribar a un acord per dividir el país en els dos nous estats independents que serien la República Txeca i la República Eslovaca —l'anomenat Divorci de vellut—, fet efectiu l'1 de gener de 1993.